# Chambers (série télévisée, 2019)
Pour les articles homonymes, voir Chambers.
Chambers (Chambers), ou Chambres au Québec, est une série télévisée américaine d'horreur et de Science-fiction en dix épisodes d'environ 45 minutes créée par Leah Rachel et mise en ligne le 26 avril 2019 sur Netflix,.

## Synopsis
Après une transplantation cardiaque, une adolescente est hantée par d'étranges visions. La jeune femme découvre alors peu à peu les mystérieuses circonstances qui ont mené à la mort la donneuse du cœur qui lui a sauvé la vie.

## Distribution

### Acteurs principaux
- Sivan Alyra Rose (VF : Flora Brunier) : Sasha Yazzie[4]
- Griffin Powell-Arcand (VF : Julien Allouf) : TJ Locklear[4]
- Uma Thurman (VF : Juliette Degenne) : Nancy Lefevre[5]
- Tony Goldwyn (VF : Philippe Valmont) : Ben Lefevre[6]
- Lilliya Reid (VF : Elsa Davoine) : Becky Lefevre[4]
- Nicholas Galitzine (VF : Jim Redler) : Elliott Lefevre[4]
- Kyanna Simone Simpson (VF : Aurélie Konaté) : Yvonne[4]
- Lilli Kay : Penelope Fowler[4]
- Sarah Mezzanotte : Marnie[4]
- Marcus LaVoi (VF : Frédéric Souterelle) : Big Frank Yazzie[7]
- Lili Taylor : Ruth Pezim

## Production
Le 18 juin 2019, la série est annulée.

## Épisodes
1. Dans le vide (Into the Void)
2. Le Droit de savoir (Right to Know)
3. Le Mal en soi (Bad Inside)
4. Deux pour le prix d'une (2 for 1)
5. Le Meurtre qui la hante (Murder on My Mind)
6. Avec bienveillance et gratitude (With Grace and Gratitude)
7. Un traumatisme partagé (Trauma Bonding)
8. Une dose héroïque (Heroic Dose)
9. Au crépuscule (In the Gloaming)
10. L'Organe de cristal (The Crystal Organ)

### Revue de presse
- Propos d'Uma Thurman recueillis par Cédric Melon, « Uma Thurman : hors zone de confort. Pour son premier rôle d'importance dans une série, la comédienne a choisi Chambers, une série horrifique américaine proposée sur la plateforme Netflix, à partir du 26 avril. », Télécâble Sat Hebdo no 1513, SETC, Saint-Cloud, 29 avril 2019, p. 6-7,  (ISSN 1630-6511)